# Polo aquático no Campeonato Mundial de Esportes Aquáticos de 2011
Os eventos do polo aquático no Campeonato Mundial de Esportes Aquáticos de 2011 ocorreram entre 17 e 30 de julho no Shanghai Oriental Sports Center.

## Calendário
| Julho         | 16 | 17 | 18 | 19 | 20 | 21 | 22 | 23 | 24 | 25 | 26 | 27 | 28 | 29 | 30 | 31 | T |
| ------------- | -- | -- | -- | -- | -- | -- | -- | -- | -- | -- | -- | -- | -- | -- | -- | -- | - |
| Polo aquático |    |    |    |    |    |    |    |    |    |    |    |    |    | 1  | 1  |    | 2 |

## Quadro de medalhas
| Ordem | País    |   |   |   |   |
| 1     | Grécia  | 1 |   |   | 1 |
| 1     | Itália  | 1 |   |   | 1 |
| 3     | China   |   | 1 |   | 1 |
| 3     | Sérvia  |   | 1 |   | 1 |
| 5     | Rússia  |   |   | 1 | 1 |
| 5     | Croácia |   |   | 1 | 1 |
| TOTAL | TOTAL   | 2 | 2 | 2 | 6 |

## Medalhistas
Masculino
|  | ITA Itália |  | SRB Sérvia |  | CRO Croácia |
|  | Stefano Tempesti Amaurys Pérez Niccolò Gitto Pietro Figlioli Alex Giorgetti Maurizio Felugo Niccolò Figari Valentino Gallo Christian Presciutti Deni Fiorentini Matteo Aicardi Arnaldo Deserti Giacomo Pastorino |  | Slobodan Soro Marko Avramović Živko Gocić Vanja Udovičić Miloš Ćuk Duško Pijetlović Slobodan Nikić Milan Aleksić Nikola Rađen Filip Filipović Andrija Prlainović Stefan Mitrović Gojko Pijetlović |  | Josip Pavić Damir Burić Miho Bošković Nikša Dobud Maro Joković Petar Muslim Frano Karač Andro Bušlje Sandro Sukno Samir Barać Fran Paškvalin Paulo Obradović Ivan Buljubašić |

Feminino
|  | GRE Grécia |  | CHN China |  | RUS Rússia |
|  | Eleni Kouvdou Christina Tsoukala Antiopi Melidoni Ilektra Maria Psouni Kyriaki Liosi Alkisti Avramidou Alexandra Asimaki Antigoni Roumpesi Angeliki Gerolymou Triantafyllia Manolioudaki Stavroula Antonakou Georgia Lara Eleni Goula |  | Yang Jun Teng Fei Liu Ping Sun Yujun He Jin Sun Zating Song Donglun Chen Yuan Wang Yi Ma Huanhuan Sun Huizi Zhang Lei Wang Ying |  | Maria Kovtunovskaya Nadezhda Fedotova Ekaterina Prokofyeva Sofia Konukh Alexandra Antonova Natalia Ryzhova-Alenicheva Ekaterina Lisunova Evgenia Soboleva Ekaterina Tankeeva Olga Beliaeva Evgeniya Ivanova Yulia Gaufler Anna Karnaukh |